# The Bridge of Shadows
The Bridge of Shadows è un cortometraggio muto del 1913 diretto da Fred Huntley.

## Trama
Accusato di appropriazione indebita, un giovane viene assolto, ma la sua reputazione ormai è rovinata.

## Produzione
Il film fu prodotto dalla Selig Polyscope Company.

## Distribuzione
Distribuito dalla General Film Company, il film - un cortometraggio in due bobine - uscì nelle sale cinematografiche statunitensi il 13 ottobre 1913.